# Elena Linari
Elena Linari (født 15. april 1994) er en kvindelig italiensk fodboldspiller, der spiller angreb for italienske Roma i Serie A og Italiens kvindefodboldlandshold.
Hun har tidligere spillet for franske FC Girondins de Bordeaux, spanske Atlético Madrid, Fiorentina og Brescia, og vundet fire mesterskaber, fire Coppa Italia og to Supercoppa Italiana. Hun debuterede på det italienske A-landshold i 2013.
Den 14. januar 2021 skrev hun under på en kontrakt med italienske AS Roma, indtil juni 2021.
Hun blev udtaget af den italienske landstræner, Milena Bertolini, til VM i fodbold for kvinder 2019 i Frankrig.